# Angina estável
Angina estável, conhecida também como angina de esforço, é um tipo de angina causada principalmente por isquemia do músculo cardíaco cuja causa mais comum é a aterosclerose coronariana.
A angina estável ocorre quando há desbalanço entre oferta e consumo de oxigênio pelo coração. Exercícios físicos, refeições pesadas e estresse emocional são fatores que costumam desencadeá-la. Dura, em geral, alguns minutos e desaparece com repouso. Além da aterosclerose, outras condições de saúde como febre, tireotoxicose, anemia grave e taquicardia de qualquer natureza podem desencadear o desconforto torácico.
Alguns fatores de risco são: tabagismo, pressão alta, diabetes, taxa elevada de colesterol e obesidade.

## Principais sintomas
Os sinais clínicos cardinais da angina estável são: (1) dor/incômodo torácico referida como pontada, em aperto, peso ou compressão (2) em região retroesternal ou medioesternal podendo irradiar para pescoço, ombro esquerdo e superfície ulnar do braço esquerdo. Apesar de menos comum, a dor pode irradiar para o braço direito (3) de duração curta com melhora após parada de atividade física.
A angina que ocorre em repouso ou noturnamente prediz mudança do padrão para angina instável. Em mulheres e em idosos o padrão de dor é vago e inespecífico nem sempre são expressos pelos sinais cardinais.

### Diagnóstico
O diagnóstico de angina estável é realizado pela coleta de uma boa história prévia associada a exames como o ECG (eletrocardiograma) e dosagem de enzimas cardíacas, como as troponinas I e T e o CK-MB.